# Batalha de Turtucaia
A Batalha de Turtucaia (em búlgaro: Битка при Тутракан [Bitka pri Tutrakan] ou Тутраканска епопея [Tutrakanska epopeya]) foi o conflito inicial da primeira ofensiva das Potências Centrais durante a Campanha Romena, na Primeira Guerra Mundial. A batalha durou cinco dias e terminou com a captura da fortaleza de Turtucaia (atual Tutrakan) e a rendição de seus defensores romenos.